# Missione suicida
Missione suicida (Operation Rogue) è un film del 2014 diretto da Brian Clyde.

## Trama
Nella giungla sud-asiatica, un gruppo terroristico ha rubato una bomba chimica. Negli USA esiste invece una soluzione a tutto ciò: un dispositivo che disturba le onde radio per far sì che questa non possa essere attivata dalla distanza. Nel corso della storia, dato che i militari hanno ucciso la figlia del leader nemico, loro reagiscono rapendo la figlia del gen. Wallace. Il solo che può riuscire è il capitano Max Randall e la sua squadra di marines.

## Distribuzione
In Italia, dal settembre 2014, il film è stato distribuito direttamente in DVD.